# سودهرا
سودهرا (به انگلیسی: Sodhra) یک منطقهٔ مسکونی در پاکستان است. سودهرا ۲۲۲ متر بالاتر از سطح دریا واقع شده‌است.